# Хроника Людовика IV
Хроника Людовика IV, светлейшего императора (лат. Chronica Ludowici Incliti Imperatoris Quarti) — сочинение неизвестного баварского автора, поставившего себе целью прославить императора Священной Римской империи Людовика IV (1282—1347). Написана ранее середины XIV века.
Существуют две версии происхождения хроники, наиболее распространённая из которых называет местом её написания Рансхофен близ Браунау-на-Инне, где был расположен монастырь каноников Св. Августина. На это указывает наличие в хронике деталей событий на Инне и Зальцахе, не описанных более ни в одном источнике, в том числе встречи Людовика IV и Фридриха Австрийского, состоявшейся в Рансхофене. Согласно альтернативной версии, хроника могла быть написана в монастыре Этталь в Баварских Альпах, основанном Людовиком в 1330 году; согласно данной версии, ряд фрагментов хроники записан со слов рыцарей Людовика, останавливавшихся в этом монастыре. По мнению, основанному на анализе текста, хроника составлена из нескольких частей. По-видимому, большая часть была написана до 1341 года, а заключительная часть — в 1346 году или позже, когда об императоре Людовике и чешском короле Иоанне Богемском уже говорится, как об умерших.
В отличие от Фюрстенфельдской хроники, выдержанной в более нейтральном тоне, «Хроника Людовика IV» откровенно хвалебна по отношению к своему герою и проникнута ненавистью к австрийцам. Хронист идеализирует «всехристианнейшего» государя, приписывая ему все возможные человеческие добродетели и наделяя выдающимися политическими и военными талантами. Многим важным эпизодам деятельности Людовика, в том числе борьбе с курией и имперскими сословиями, уделено мало внимания. Ряд описанных эпизодов, напротив, скорее всего представляют собой плод фантазии хрониста — среди них детали битв при Гаммельсдорфе и при Мюльдорфе и описание торжественного въезда Людовика в Рим, где ему предстояло короноваться в императоры.

## Издания
- Geschichte Ludwigs des Bayern. Bd I. // Bayerischen Chroniken des 14. Jahrhunderts. Stuttgart. Phaidon. 1987.

## Переводы на русский язык
- Хроника Людовика IV в переводе А. Кулакова на сайте «Восточная литература».